# Hrabstwo Greer

Piramida wieku mieszkańców hrabstwa Greer

Greer – hrabstwo w stanie Oklahoma w USA. Założone w 1896 roku. Populacja liczy 6 061 mieszkańców (stan według spisu z 2000 roku).
Powierzchnia hrabstwa to 1667 km² (w tym 11 km² stanowią wody). Gęstość zaludnienia wynosi 4 osoby/km².
Nazwa hrabstwa pochodzi od nazwiska Johna Alexandra Greera - wicegubernatora Teksasu.

## Miasta
- Granite
- Mangum
- Willow